# 沃尔特·白芝浩

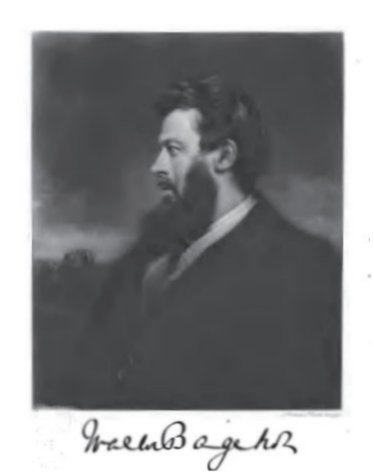
沃尔特·白芝浩

沃尔特·白芝浩（英語：Walter Bagehot，1826年2月3日—1877年3月24日），英国商人、散文家、社会学、經濟學家。生于英格兰萨摩非特郡兰波特。1848年获伦敦大学硕士，1852年获律师资格。1858年后任《經濟學人》杂志主编。代表作《物理学与政治学》强调弱肉强食的普遍性，宣扬了社会达尔文主义的理论，对后来的加布里埃尔·塔尔德等有所影响。在維多利亞時代便注意到了：「在許多時刻，有許多荒謬之人擁有著荒謬之財，而市場上存在著投機以及各種恐慌。」。
白芝浩试图在1873年的《伦巴第街：货币市场记述》中解释金融和银行业。他对金融的观察经常被中央银行家引用，尤其是在2007年—2008年环球金融危机之后。在白芝浩的金融观点中，特别重要的是“白芝浩原则”，即在金融危机时期，中央银行应向有偿付能力的储蓄机构自由放贷，但只接受可靠的担保，并以足够高的利率劝阻那些并非真正有需要的借款人。